# Собственные оборотные средства
Собственные оборотные средства, также именуемый чистый (собственный) оборотный капитал или рабочий капитал (англ. working capital) — финансовый показатель, отражающий операционную ликвидность компании или организации, включая государственные учреждения. Наряду с основными средствами, такими как машины и оборудование, собственные оборотные средства играют важнейшую роль в функционировании любой компании. Показатель рассчитывается как разница между текущими активами (англ. current assets) и текущими обязательствами (англ. current liabilities). При превышении текущих обязательств текущие средства, возникает дефицит собственных оборотных средств.
Компания может как располагать активами, обеспечивающими ей приток прибыли, так и испытывать недостаток ликвидности в случае, когда её активы не могут легко обращаться в денежные средства. Положительный оборотный капитал необходим для ведения компанией своей дальнейшей деятельности и для обеспечения её способности погашать свои краткосрочные (текущие) обязательства и покрывать предстоящие операционные расходы. Управление оборотным капиталом включает в себя управление запасами, дебиторской и кредиторской задолженностью и наличные денежными средствами.

## Расчет
Собственный оборотный капитал рассчитывается путем вычитания из текущих активов текущие обязательства:
Собственный оборотный капитал = Текущие активы - Текущие обязательства

### Структура оборотных средств
Текущие активы и текущие обязательства состоят из четырёх основных счетов, имеющих важное значение. Менеджеры обращают особое внимание на движение средств по этим счетам:
- Денежные средства и денежные эквиваленты (внеоборотные активы)
- Дебиторская задолженность (оборотные активы)
- Запасы (оборотные активы)
- Кредиторская задолженность (краткосрочные обязательства)

Текущие (краткосрочные) обязательства (подлежащие оплате в течение 12 месяцев) имеют решающее значение, поскольку они представляет собой краткосрочное требование на текущие активы и часто обеспечиваются долгосрочными (внеоборотными) активами. Распространёнными видами краткосрочной задолженности являются банковские кредиты и кредитные линии.
Увеличение чистого оборотного капитала указывает на то, что предприятие либо увеличило текущие активы (что оно увеличило свою дебиторскую задолженность или другие текущие активы), либо уменьшило текущие обязательства (к примеру, погасило некоторые из краткосрочных обязательств), либо на сочетание того и другого.

## Кругооборот (цикл) собственного оборотного капитала

### Определение
Цикл собственного оборотного капитала (англ. working capital cycle), также известный как цикл обращения денежных средств (англ. cash conversion cycle), представляет собой количество времени, необходимое для обращения чистых текущих активов и текущих обязательств в денежные средства. Чем дольше цикл, тем больше компания вкладывает капитала (средств) в собственном оборотном капитале, который не приносит прибыли. Компании стремятся сократить цикл собственного оборотного капитала путем сбора дебиторской задолженности или иногда увеличения кредиторской задолженности. При определённых условиях сокращение цикла собственного оборотного капитала может отрицательно сказаться на способности компании получать прибыль, к примеру, когда непредвиденный резкий рост спроса приводит к нехватке запасов или когда нехватка денежных средств ограничивает способность компании приобретать необходимые запасы либо производственное сырье.

### Значение
Оптимальный цикл собственного оборотного капитала обеспечивает баланс между входящими и исходящими платежами, минимизируя чистый собственный оборотный капитал и максимизируя свободный денежный поток. Так, компания, которая платит своим поставщикам в течение 30 дней, но требующая 60 дней для сбора своей дебиторской задолженности, имеет цикл оборотного капитала в 30 дней. Данный 30-дневный цикл обычно необходимо финансировать через краткосрочную кредитную линию банковской задолженности, и проценты по этому финансированию представляют собой текущие расходы, снижающие прибыльность компании. Растущему бизнесу необходимы денежные средства, а возможность высвободить деньги за счет сокращения цикла оборотного капитала — самый малозатратный способ роста. Наиболее опытные инвесторы обращают особое внимание на цикл собственного оборотного капитала рассматриваемой компании, поскольку он даёт им представление об эффективности руководства в управлении финансов компании и создании свободных денежных потоков.
Инвесторы предпочитают положительный собственный оборотный капитал, поскольку это свидетельствует о наличие достаточных оборотных средств для выполнения текущих обязательств. Напротив, компания рискует оказаться в состоянии невыпаты по текущим обязательствам, когда собственный оборотный капитал оазывается в отрицательных диапазонах. Несмотря на теоретическую возможность отражения постоянного отрицательного баланса собственных оборотных средств компании на  балансе компании, публикуемой ею на регулярной основе (поскольку собственный оборотный капитал может фактически быть положительным между отчётными периодами), оборотный капитал, как правило, должен быть неотрицательным для того, чтобы компания могла устойчиво расти.
Причины, по которым в компании может отмечаться отрицательное или низкое значение собственного оборотного капитала в течение длительного времени, но которые однако не указывают на наличие в компании финансовых трудностей, включают:
- Активы имеют стоимость, превышающие их истинную экономическую стоимость, либо обязательства оценены ниже экономической стоимости;
- Учёт методом начисленияen[англ.] ведёт к возникновению отсроченного дохода (доходы будущих периодов), в то время как себестоимость реализованной продукции ниже требуемого дохода, который должен быть генерирован;
  - К примеру, компания либо газетное издательство, оказывающее услуги по предоставлению готового прикладного программного обеспечения, имеет поступления денежных средств от подписчиков заблаговременно, которые однако сперва отражаются в обязательствах по доходам, полученных в счет будущих периодов до момента, пока услуга не будет предоставлена. Стоимость предоставления услуги или газетной подписки обычно ниже выручки, поэтому компания получает валовой доход только после отражении выручки на счетах доходов.

## Управление собственным оборотным капиталом
Управление собственным оборотным капиталом подразумевает решения, касающиеся собственного оборотного капитала и краткосрочного финансирования. Они включают в себя управление соотношением между краткосрочными (оборотными) активами фирмы и её краткосрочными обязательствами. Целью такого управления является обеспечение бесперебойного продолжения компанией своих операций и наличия у неё достаточно денежных средств как для обслуживания краткосрочных обязательств, по которым необходимо выполнить платежи при наступлении срока платежа, так и покрытия предстоящих операционных расходов.
Стратегия управления собственным оборотным капиталом направлена на поддержание эффективных уровней обоих компонентов собственного оборотного капитала — текущих (оборотных) активов и текущих (краткосрочных) обязательств по отношению друг к другу. 

### Критерии принятия решения
По определению, управление оборотным капиталом влечет за собой краткосрочные решения, как правило, относящиеся к следующему отчётному периоду, которые являются обратимыми. Следовательно, эти решения не принимаются на той же основе, что и решения о капитальных вложениях (на основе чистой приведённой стоимости или связанных с ним методов); напротив, они основываются на денежных потоках или прибыльности, или на том и другом.
- Одним из показателей денежного потока является цикл обращения денежных средств (англ. cash conversion cycle) — количество дней с момента выделения средств на покупку сырья и материалов до получения оплаты от покупателя. В качестве инструмента управления компанией, данный показатель даёт четкое направление решений, касающихся запасов, дебиторской и кредиторской задолженности и денежных средств. Поскольку данный цикл фактически соответствует времени, в течение которого денежные средства фирмы выделены на текущие операции компании и, как слестдствие, недоступны для других целей, руководство стремится снизить это время.
- В этом контексте наиболее полезными показателями рентабельности является рентабельность инвестированного капитала (ROC) и рентабельность собственного капитала (ROE). Стоимость фирмы увеличивается только в том случае, когда рентабельного капитала, являющей результатом управления оборотным капиталом, превышает стоимость капитала, являющей результатом решений о капиталовложениях. Следовательно, эти показатели рентабельности полезны в качестве инструмента управления, поскольку они связывают краткосрочную политику с принятием долгосрочных решений. См. также экономическая добавленная стоимость (EVA).
- Кредитная политика фирмы. Ещё одним фактором, влияющим на управление собственным оборотным капиталом, является кредитная политика фирмы. Он включает в себя покупку сырья и продажу готовой продукции за наличные средства или в кредит. Подобная политика определяет цикл обращения денежных средств.

### Управление собственным оборотным капиталом
Руководствуясь вышеуказанными критериями, руководство будет использовать сочетание политик и методов управления собственным оборотным капиталом. В целом, политика компании направлена на управление текущими активами (как правило, денежными средствами и денежными эквивалентами, запасами и дебиторской задолженностью) и краткосрочным финансированием таким образом, при котором обеспечиваются оптимальные уровни денежных потоков и показателей рентабельности.
- Управление денежными средствами: определение остатка денежных средств, который позволяет компании покрывать повседневные расходы, но при этом также снизить затраты на хранение денежных средств (например, процентные доходы, которые могли бы быть получены при вложении наличных средств).
- Управление запасами: определение уровня запасов, который обеспечивает бесперебойное производство, но при этом снижает затраты на сырье и минимизирует затраты на повторный заказ (англ. reordering costs) и, следовательно, увеличивает денежный поток. Кроме того, важным является снижение срока выполнения заказа (англ. lead time) в производстве для того, чтобы уменьшить уровень незавершенного производства. Аналогично, готовая продукция должна поддерживаться на возможно более низком уровне для недопущения возникновения товарного излишка — см. Управление цепями поставок; Бережливое производство; Экономичный размер заказа.
- Управление должниками: определение соответствующей кредитной политики, то есть условия кредита, которые обеспечат приток потребителей, но при которых любое влияние на денежные потоки и цикл обращения денежных средств будет компенсировано увеличением выручки и, следовательно, рентабельности капитала (или наоборот); см. Скидка.
- Краткосрочное финансирование: определение подходящих источников финансирования с учётом цикла обращения денежных средств. В идеале, запасы финансируются за счет кредита, предоставленного поставщиком; однако может потребоваться использование банковского кредита (или овердрафта) или обращение дебиторской задолженности в наличные денежные средства за счет факторинга.

## Внешние ссылки
- How to Calculate Working Capital
- Value Based Working Capital Management
- Working Capital Management and Profitability Case of Pakistani Firms
- Impact of Working Capital Management on Firms’ Performance: Evidence from Non-Financial Institutions of KSE-30 index